# Пастерце
Пастерце (нем. Pasterze) — крупнейший ледник в Австрии. Длина составляет около 9 км, находится на высоте от 3463 до 2100 м над уровнем моря. Расположен в Восточных Альпах (хребет Высокий Тауэрн) у подножья самой высокой горы Австрии Гросглокнер.

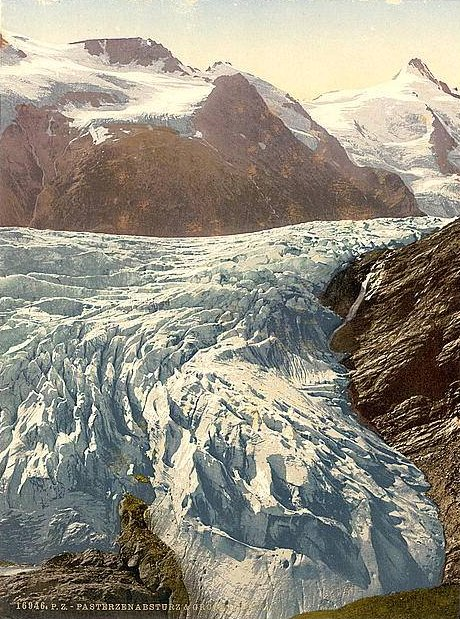
Ледник Пастерце в 1900 году

Процесс таяния ледника Пастерце начался в 1856 году из-за сочетания высоких летних температур и малого количества зимних осадков. Ледники в соседней Швейцарии таяли в 2003 году быстрее, чем в любой другой год с начала измерений в 1880 году. Несмотря на рекордные значения летних температур в Европе, учёные из Швейцарской академии естественных наук объясняют таяние ледников долговременными изменениями климата.